# Aredale
La ville américaine d’Aredale est située dans le comté de Butler, dans l’État de l’Iowa. Elle comptait 74 habitants lors du recensement de 2010.

## Source
- (en) Cet article est partiellement ou en totalité issu de l’article de Wikipédia en anglais intitulé « Aredale, Iowa » (voir la liste des auteurs).